# HMS Sjölejonet (1936)
Pour les autres navires du même nom, voir HMS Sjölejonet.
Le HMS Sjölejonet est le navire de tête d’une classe de neuf sous-marins au service de la Suède dans l’Entre-deux-guerres. Ils ont été lancés entre 1936 et 1941. Seulement trois d’entre eux étaient en service en septembre 1939, au début de la Seconde Guerre mondiale. Lorsqu’ils sont entrés en service, ils étaient les submersibles suédois les plus rapides.

## Carrière
Le navire a été commandé à Kockums Mekaniska Verkstads AB à Malmö et sa quille a été posée en 1935. Le navire a été lancé le 25 juillet 1936 et a rejoint la flotte le 21 septembre 1938.
Le navire a été retiré du service le 15 mai 1959 et vendu en 1962 à Ystad pour démolition.